# یلنا کروگلوا
یلنا کروگلوا (به انگلیسی: Yelena Kruglova) (زادهٔ ۲۲ مارس ۱۹۶۲) شناگر اهل شوروی است.